# Calcolatore elettronico di statistica dell'Università di Padova

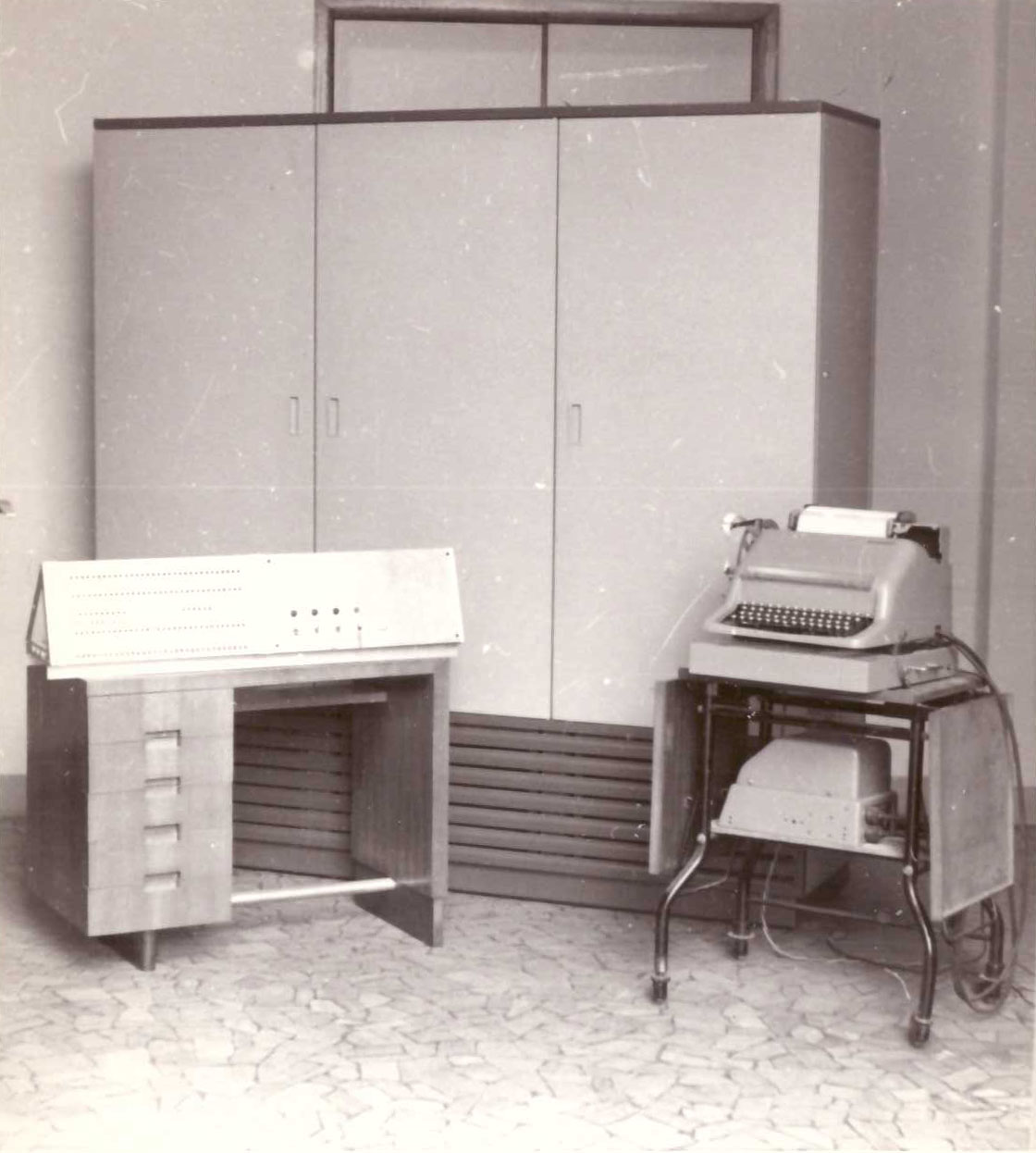
Unità centrale, pannello di controllo e telescrivente del calcolatore elettronico di statistica

Il calcolatore elettronico di statistica fu un calcolatore elettronico a valvole per uso didattico e scientifico, costruito tra il 1958 e il 1961 presso l'istituto di Statistica dell'Università degli Studi di Padova.

## Storia
Tra il 1958 e il 1961 l'istituto di Statistica dell'Università di Padova diretto dal professor Albino Uggè intraprese la costruzione di una macchina calcolatrice che fu realizzata da tre esperti progettisti elettronici: Giorgio Contin, Giuliano Patergnani e Francesco Piva, i quali si ispirarono all'APE(X)C ideato nel 1954 da Andrew D. Booth e da sua moglie Kathleen Britten Booth del Birbeck College di Londra.
Negli stessi anni a Pisa si realizzava la CEP (Calcolatrice Elettronica Pisana – 1961) preceduta dalla Macchina Ridotta (completata nel 1957).
Il calcolatore seriale di statistica fu realizzato in sede presso il palazzo del Bo a partire dal 1958, fu completato nel 1961 e smantellato circa dieci anni dopo.
Fu finanziato da istituzioni locali: Camera di Commercio di Padova, Cassa di Risparmio di Padova, Istituto Federale della cassa di Risparmio delle Venezie, Unione delle Camere delle Venezie e Unione delle Provincie Venete con un budget piuttosto contenuto.

## Descrizione
Come la APE(X)C e molte altre macchine della stessa epoca, faceva uso di una memoria a tamburo magnetico, della capacità di 1024 parole di 32 bit. Il tamburo, ruotando a circa 3000 giri/min forniva anche il segnale di sincronizzazione dei circuiti (clock o orologio di sistema).

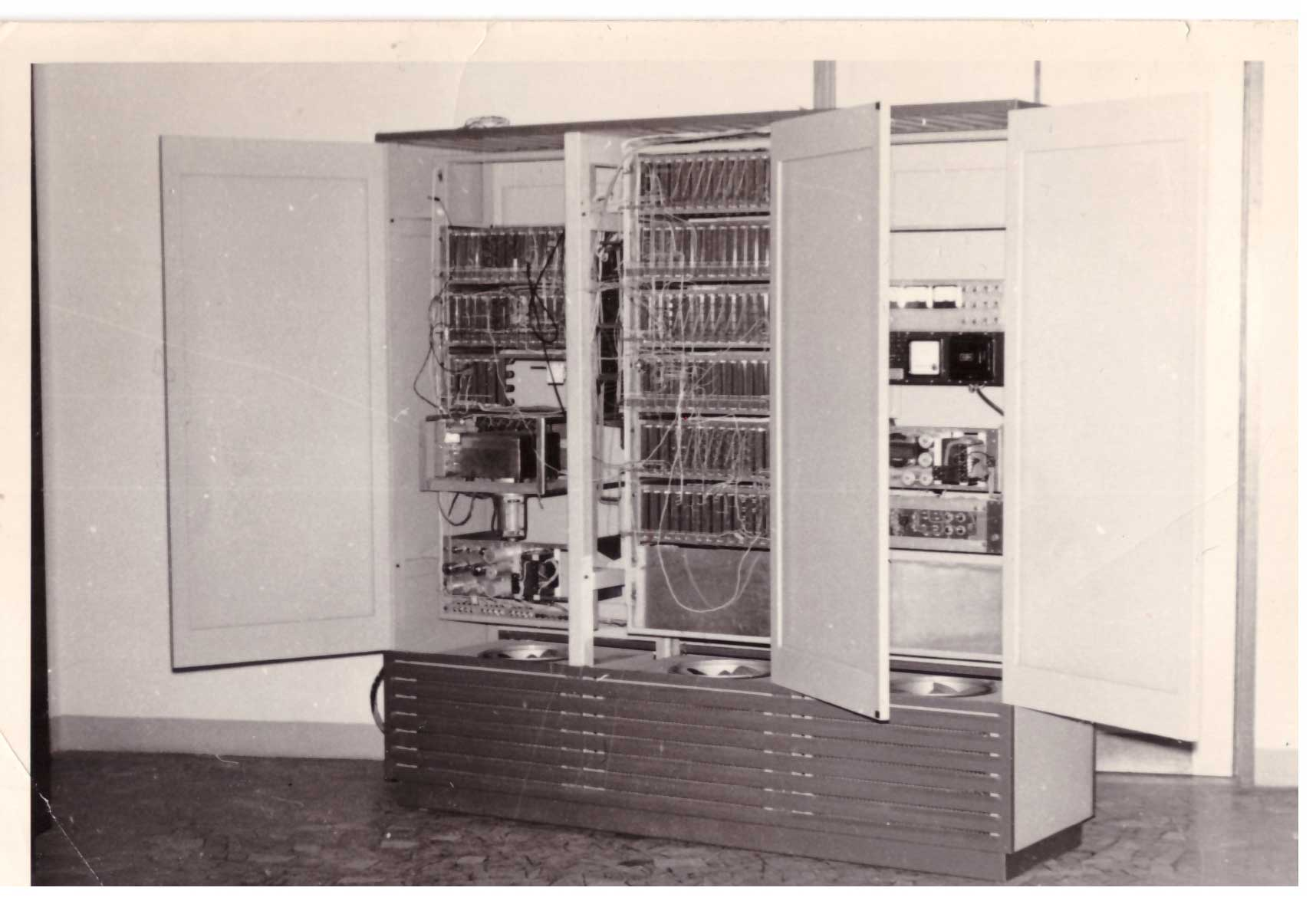
Unità centrale aperta, vista posteriore: sono riconoscibili i circuiti e la memoria a tamburo

I circuiti logici erano a valvole, e i circuiti della unità logico-aritmetica venivano attraversati da un bit alla volta (architettura bit-serial), per cui la macchina è classificabile come calcolatore seriale. Elaborare una intera parola di 32 bit un bit alla volta richiede più tempo che farlo in una volta sola, ma il numero di circuiti richiesti è molto inferiore, riducendo costo e complessità. 
La logica di tutto il calcolatore impegnava circa 250 valvole montate su una settantina di tessere (circuiti stampati) di dimensione standard raggruppate 12 alla volta in un telaio.

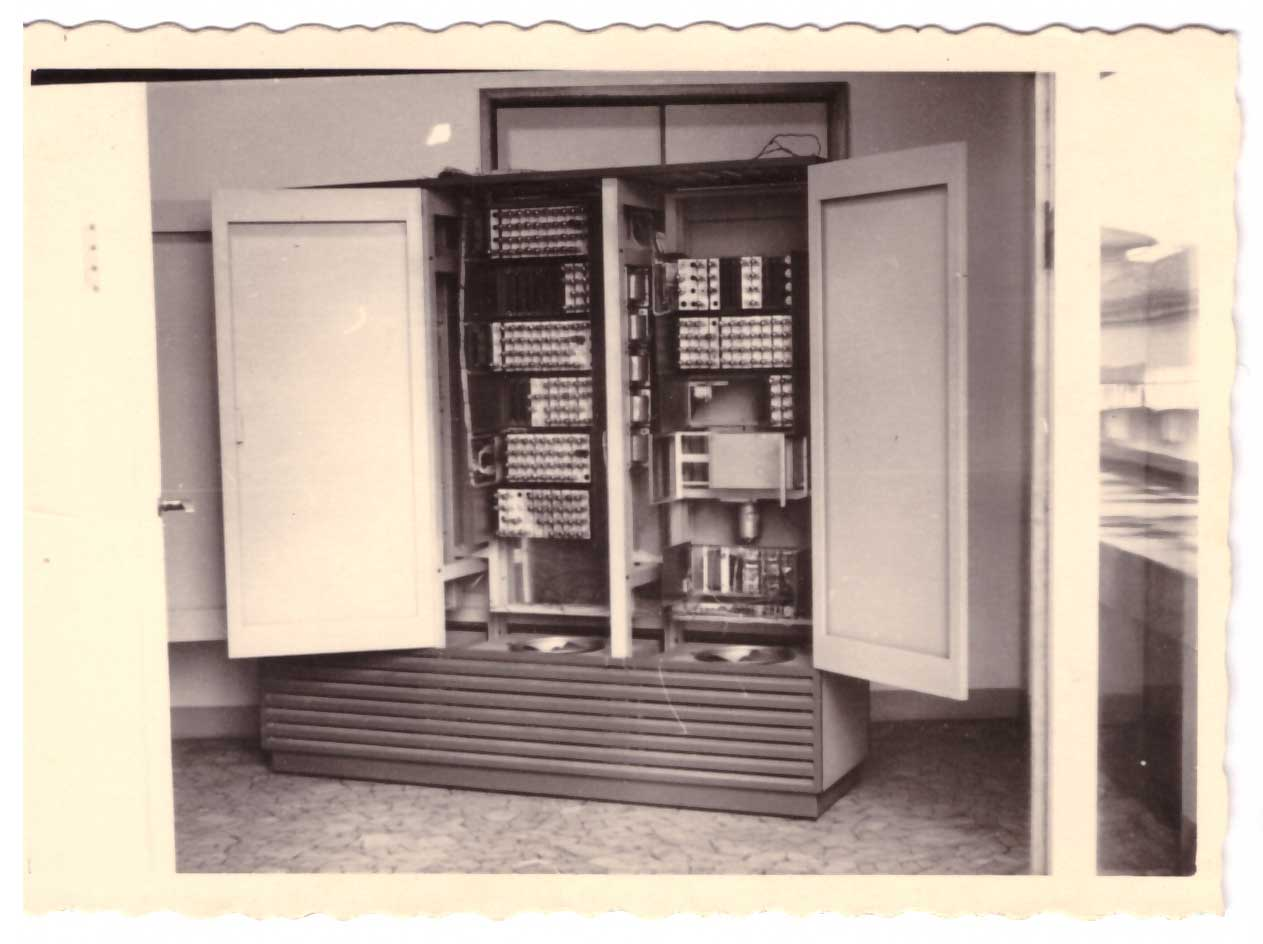
Unità centrale, vista frontale con ante aperte

Disponeva di un pannello di controllo sul quale i vari registri erano visibili e potevano essere alterati a mano. In particolare: i contenuti dei due registri aritmetici, quello dell'unità di controllo contenente l'istruzione, e l'indirizzo in esecuzione. 
Essendo basato sul computer APE(X)C usava il codice macchina concepito da Kathleen Booth e poteva sfruttare i programmi già pronti realizzati per il computer costruito al Birbeck College. 
Le periferiche di input/output consistevano in un lettore di nastri perforati e una telescrivente/perforatrice di nastri perforati, entrambe Olivetti.